# Aloe pearsonii
Aloe pearsonii là một loài thực vật có hoa trong họ Măng tây. Loài này được Schönland mô tả khoa học đầu tiên năm 1911.

## Hình ảnh

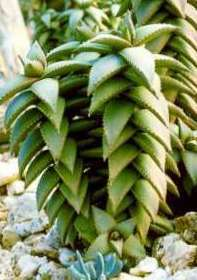
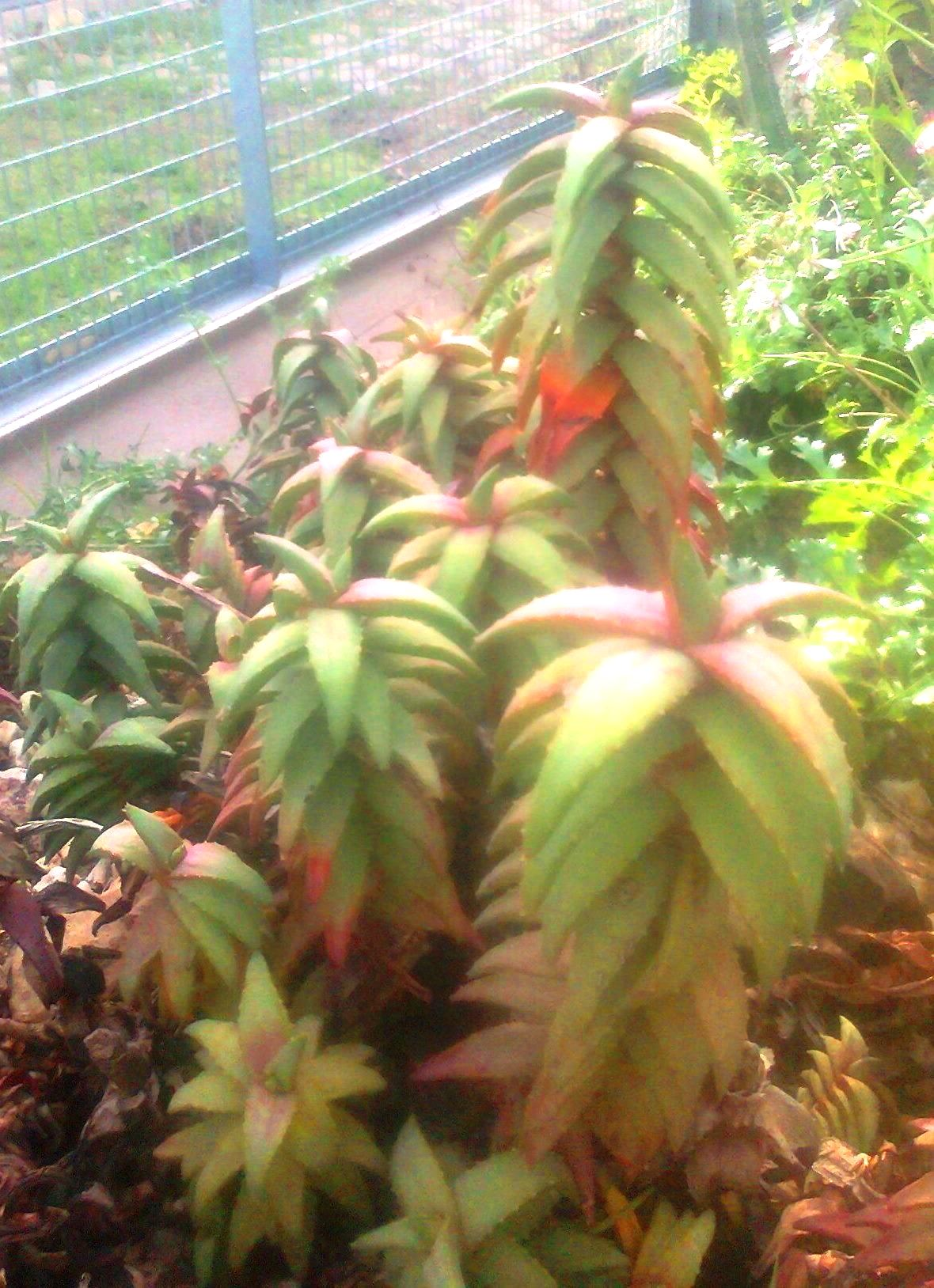
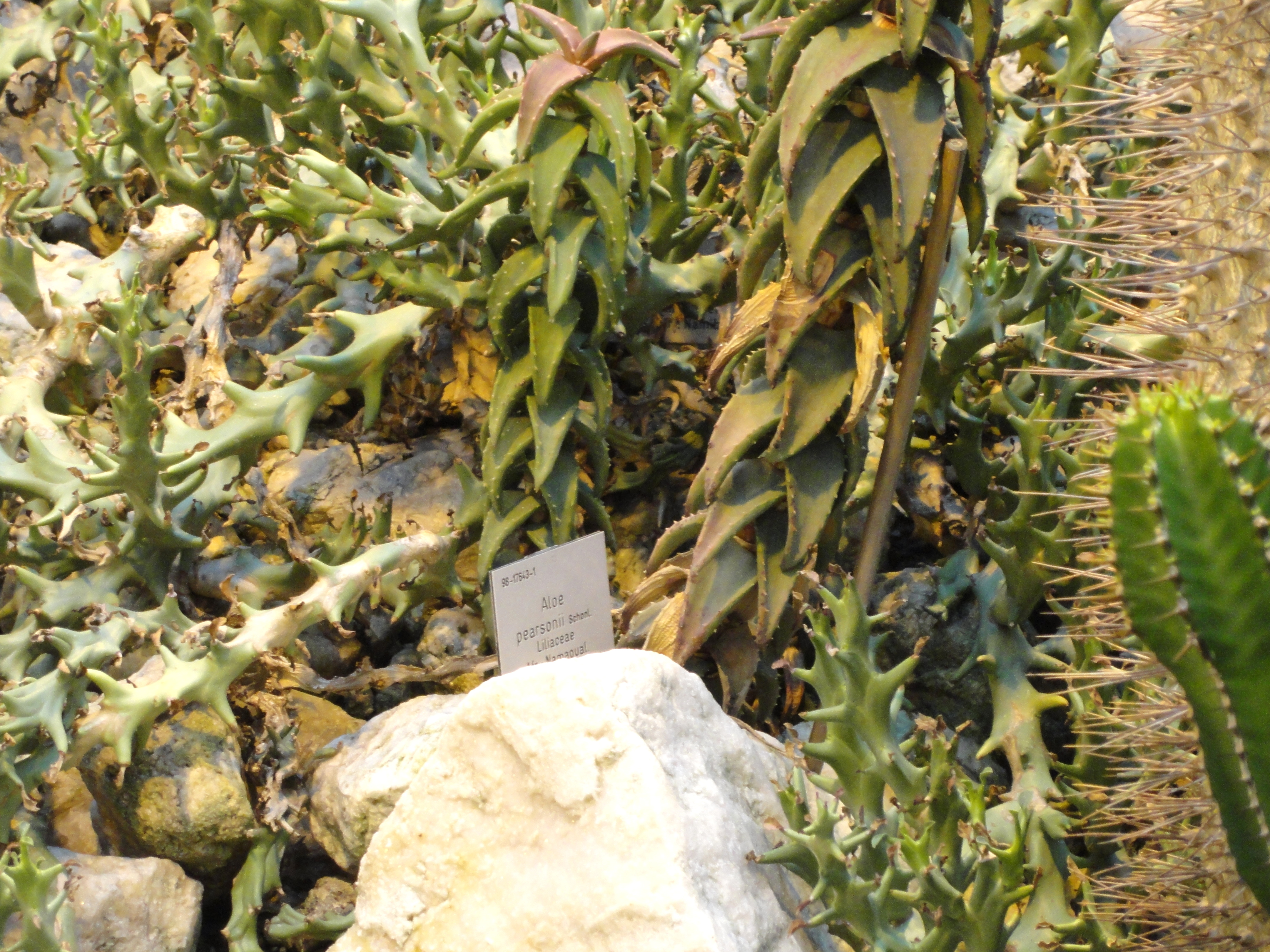
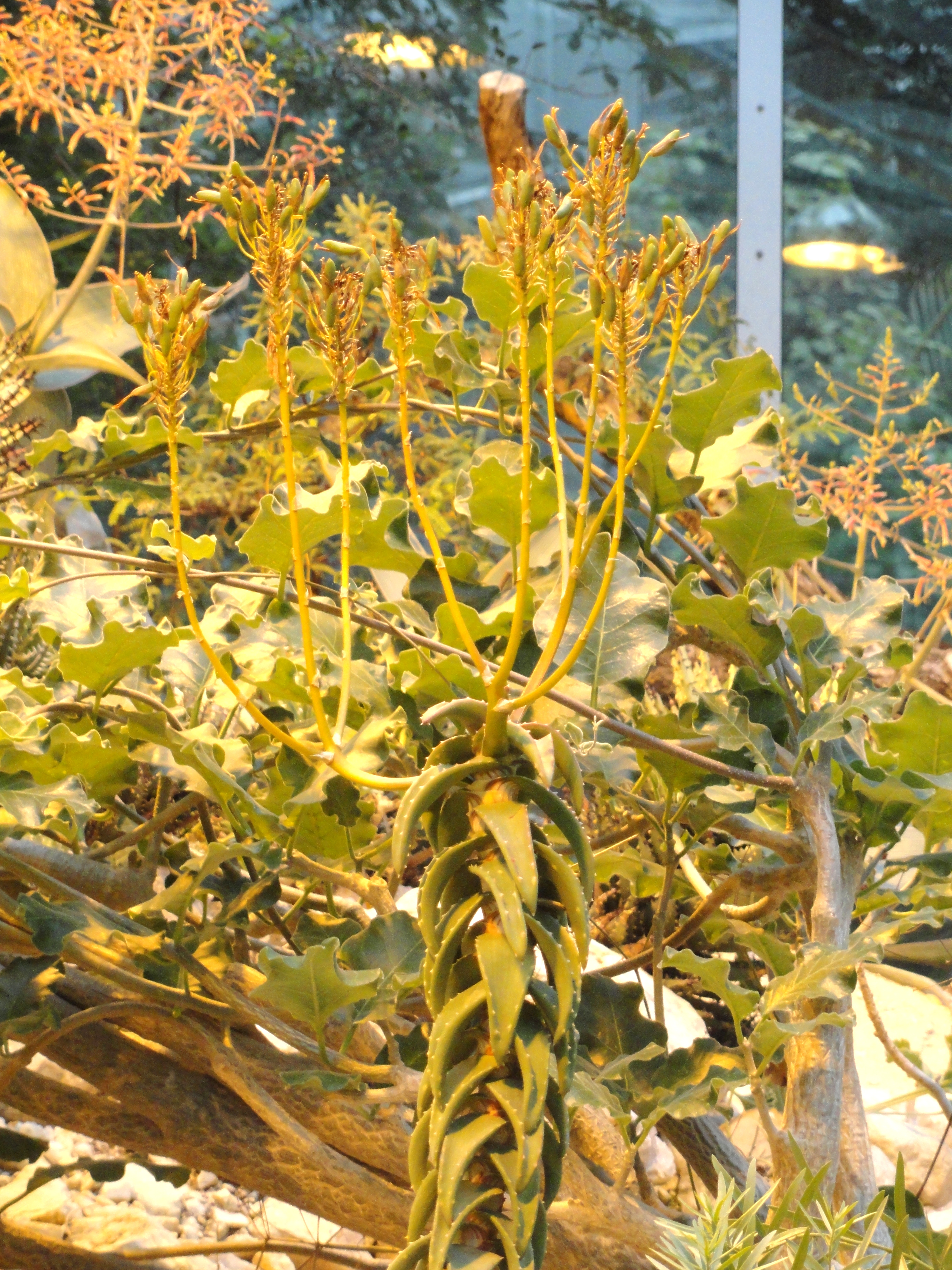